# 由利徹
由利 徹（ゆり とおる、1921年〈大正10年〉5月13日 - 1999年〈平成11年〉5月20日）は、日本の喜劇俳優。本名：奥田 清治（おくだ きよはる）。1950年代半ばからお笑いユニット“脱線トリオ”の一人として有名になり、解散後は喜劇役者、またコメディアンとして東北弁を駆使した言い回しや持ちギャグを用いてお茶の間を沸かせた。

## 来歴
宮城県石巻市にて、大工の親方である佐々木庄治と母きよの子として生まれる（3男3女の6人兄弟の長男）。父は腕のいい大工として知られていた。幼少期から茶目っ気があり、父の宴会で芸を披露するなどしていた。現在の石巻市立門脇小学校へ入学すると、学芸会で毎年主役を演じた。1930年小学3年次にレビュー劇団を見て感動し、後日東京に行くため、家出して入団を希望するが父親に連れ戻されたため断念したことがある。
もともとはピストン堀口に憧れてボクサーを目指していたが、ムーランルージュ新宿座の芝居に憧れ、1940年（昭和15年）、18歳の時に家出して上京し、叔母の家に居候させてもらいながら梱包の仕事に就いた。1942年（昭和17年）に伯父の知人の世話によりきっかけをつかんでムーランルージュ入団。翌1943年（昭和18年）に大日本帝国陸軍に応召し、中国華北地方へ赴任。
1945年（昭和20年）に帰国し、ムーランルージュに復帰。その後ムーランルージュに森繁久彌が入団し、2人は同じ喜劇役者として共に演劇活動をしていた。ムーランルージュが解散した1951年（昭和26年）の3月に帝国劇場公演『マダム貞奴』に出演。しかし新宿セントラル劇場側から帝国劇場よりも高額なギャラを提示されてそれに乗り、同劇場を振り出しとしてストリップ劇場のコントで活躍。
この下積み時代の頃、由利は改名をしている。最初の芸名は「南啓二」（自ら名付けた）。その後「宇留木三平」となり、その後「ムリトウル」（「無理通る」に由来）にしようとしたが「この名前では大物になった時に困るだろう」として、一字変えて「由利徹」とした。

### 喜劇役者としてブレイク
1956年（昭和31年）に南利明・八波むと志とともに『脱線トリオ』を結成。1961年（昭和36年）の脱線トリオ解散後は引き続き南利明や佐山俊二と組むなどしていたが、単独での活動が主となっていく。単独での映画出演は1957年（昭和32年）には年間本数5本程度だったのが徐々にオファーが増えて、翌1958年（昭和33年）から1972年（昭和47年）頃までは年間10本以上（多い時で20本超え）も出演するようになる(出演歴について詳しくは下記・外部リンク「映画.com」などを参照)。
また1957年には、SKDの男役女優であった奥田明美と結婚し、佐々木姓から奥田姓に改名している。
1973年（昭和48年）からは、『時間ですよ』（TBS系）や『寺内貫太郎一家』（同）など久世光彦演出・プロデュースによるテレビドラマの常連でもある。他にも多くの映画、ドラマに出演して活躍した。また、1979年（昭和54年）には、日劇公演『雲の上団五郎一座』の4代目座長に就任するなど多忙を極めた。

### 晩年
1983年（昭和58年）、故郷・石巻市から市民栄誉賞を受賞。授賞式に際し凱旋帰郷した由利は、「学校の成績はビリで、警察にも補導された自分が…。」と感慨深げだったという。
1991年（平成3年）4月、日本喜劇人協会会長に就任。
1993年（平成5年）、勲四等瑞宝章受章。由利について詳しい作家・演出家の高平哲郎によると授章式の前に「由利は、『授章式で『オシャ、マンベ』のギャグをやりたくなった』とか『もし今度交通違反をして警察に見つかったら“この勲章が目に入らぬか～！”と言ってやろう（笑）』などと冗談を言っておどけていた」という。
1999年（平成11年）5月20日午後9時30分、肝臓癌のため世田谷区池尻の古畑病院にて死去。78歳没。長男の裕二によると、「病院の医師からもういよいよダメだと告げられた時、親しかった赤塚不二夫さんをはじめ、駆けつけた見舞客の方たちが、隣室で酒盛りを始めたんです。その中で息を引き取った。父らしい最期でした」と語っている。晩年は、新しい喜劇を演じられる役者として佐藤B作、柄本明、斎藤晴彦らを配し、自らの総決算的な公演を行うという構想を持っていたが、実現しなかった。墓所は世田谷区森巌寺。

## 持ちネタのレパートリー
- 「オシャ、マンベ」
「オシャ」で下半身に力を入れ、「マンベ」で股を開く。これは映画『網走番外地』で北海道・長万部町に撮影に行ったことから、現地で長万部町に媚びるように、宣伝的にやっていたことから始まったものだった[10]。この後に股を両手で閉じながら「合わせてクッチャン」と発することもあった。これは毎日放送の番組『夜の大作戦』から本格的に始めたという[11]。このギャグが有名になったため、葬儀の際には長万部町から弔電が届いたという（雑誌「笑芸人1999年秋号」による）。
このほか同じ北海道の地名のパターンで、股間の前で両手のひらを斜めにすれ違わせながら「メマンベツ！」と言うギャグもあった[12]。お笑い評論家の西条昇は、ビートたけしによる「コマネチ」他「アンドリアノフ」「ディチャーチン」「ケンモツ」「カサマツ」といった一連の体操選手シリーズのギャグは、由利の影響が大きいと思うという見解を示している[12]。
- 「胸毛もあるのよ」
後年、僚友・南利明の「ハヤシもあるでよ」（南が出演したオリエンタルのCM）というフレーズも流行（なお、由利は胸毛が濃かった）[13]。一部からは“胸毛芸人”とも称され、トレードマークの胸毛以外にもハゲヅラなどの毛髪や鼻下のちょび髭なども笑いのネタにした[1]。
- パントマイムのギャグ「裁縫芸」
金田たつえの「花街の母」の曲に合わせて縫いものをする[13][14]。女性を真似した裁縫芸は、晩年まで十八番芸となった[15]。
- 「チンチロリンのカックン」
歌舞伎の効果音（ツケ）にヒントを得たもので（ただし曲はひげ剃りとカット25セントの「替え歌」である）、これにガクッと来ると言う意味で「カックン」（女性と飲んでいる時に何者からかいちゃもん付けられるという場面から）を付けた。日本テレビの番組でやったのが最初という[11]。1959年にはこのギャグをもじった映画「カックン超特急」に主演するとヒットし、由利は「コメディ映画の新境地を開いた」と評された。また、本作の主題歌の「カックン・ルンバ」で歌手デビューし、このレコードもヒットした[1]。後にプロ野球の凡退時の鳴り物の節として定着（諸説あり）。
- 「どーしてそうなのヨ」[11]
- 上記の「オシャ、マンベ」、「チンチロリンのカックン」などのギャグはそのまま当時の流行語となった[1]他、ケーシー高峰と同じく医者のコントも得意だった[16]。

## エピソード

### 新宿での下積み時代
上京から2年後の1942年、ムーランルージュが空き時間に活動する野球部で捕手の欠員が出て困っていることを叔父経由で知った。入団のきっかけが欲しい由利は野球の経験がないにもかかわらず劇団員たちの野球部の練習場に向かった。由利はグローブでの捕球ができず投手の投げるボールを身体全体を使って必死に受けると、その根性を認められてムーランルージュの見習い研究生として採用された。
南啓二の芸名で端役で舞台に出始めるが、採用から1年後の1943年に戦争で招集されて陸軍に入隊すると、暗号要員として中国戦線に送られた。空襲により新宿座の劇場は焼失したが、由利は終戦後新宿に戻った後1946年10月から「小議会」と改名した旧ムーランルージュに復帰。再開後の公演では主役級の役が与えられるようになり、その後劇団の青年部筆頭に名を連ねる（芸名を宇留木三平にしたのはこの頃）。
しかし、その後新宿でストリップ劇場が始まるなどして客足が流れたことで、1951年にムーランルージュは解散。由利はこれを機に心機一転を図るため、新東宝文芸部の先輩に「（先述の）ムリトオル」の芸名をつけることを相談すると、彼から「由利徹」と命名された。改名後は、ストリップ劇場の新宿セントラルでストリップの合間に行う寸劇の俳優となった。その後由利はここで「客を喜ばせる芸」を徹底的に磨き、八波むと志、南利明と出会うこととなる。

### 脱線トリオ
新宿セントラルでの芸が評判になり始めた後、1956年3月に由利・八波・南の3人は日本テレビプロデューサーから「演芸番組の『お昼の演芸』で毎週15分間のコントをしてほしい」との依頼を受ける。これがきっかけとなり3人はお笑いユニット脱線トリオを結成し、同番組内での3人のコント・脱線トリオの「たそがれシリーズ」は大評判となった。由利は「後味の残る演技」と評され、コント内で一番人気を博したのが、頭部の中央だけ少し毛髪が残った禿ヅラで登場する由利だったという。
脱線トリオとして翌1957年には、（当時テレビ局は4局しかなかったが）ひと月40本ものテレビ番組に出演するほどの国民的人気となった。『お昼の演芸』に出演以降3人の知名度・人気が短期間で飛躍的に伸びたためトリオだけでなく個別の出演も激増し、由利には先述の通り映画の脇役などの出演依頼も相次いだ。このため1961年9月に結成5周年記念『脱線物語』の新宿コマ劇場公演を行い、同年末に「脱線トリオ」を解散。

### 喜劇俳優としての考え方など
ストリップ劇場での経験から、「どんなお笑いもセックスにつながる。だから、可笑しいんだ」との持論を持ち始め、“エッチであるが下品ではないエロ親父”としての芸風を確立させた。なお、トーク番組では、一見すると猥談になりそうな話も由利の話術にかかると品のあるお色気話に抑えられ、楽しい笑いになったとされる。また下積みが長く芸能界で苦労したせいか、由利は生前「子供の涙は虹の色。喜劇役者の涙は血の色だよ」との言葉を残している。
先述の作家・高平によると、終戦後に由利徹と森繁久彌は、ムーランルージュ新宿座で同じ喜劇役者として出演していた。その後森繁は上質なコメディアンから性格俳優に転身し成功を収めるが、由利はストリップ劇場で喜劇役者を続けた。そして「どんな笑いも全てセックスにつながる」という真理を悟った。由利は後年、大御所になってもその精神を忘れない喜劇役者であり続けた、と評している。
由利の元弟子である三浦守（詳しくは下記）によると、由利は常に新しいネタはないかと考えている人だったという。鹿児島県出身の三浦は、同じく地方出身者（宮城県）である由利から「方言を武器にするにはまず標準語をきちんと話せないといけない」と助言された。他にも「芸は軽やかにやらねばならず、汗をかいてはいけない」ときつく言われたという。

### 弟子について
プロボクサーからお笑いタレントに転向し活躍した、たこ八郎の師匠としても有名であった。弟子入りを申し出た際、たこが仙台の高校時代にボクシングをしていたことを知った由利は、「日本チャンピオンになったら弟子にしてやる」と告げた。するとその後たこは実際に日本フライ級チャンピオンになったため、ボクサー引退後由利に引き取られて一番弟子となった。なお、たこは由利と同じく宮城県出身（由利は石巻市で、たこは仙台市）。
二番弟子は、後に日印友好協会事務局長となった三浦守（同姓同名の検察官とは別人）。弟子時代の三浦は、由利の自宅の一室で寝泊まりしていた。他にも数人の弟子がおり由利の自宅に住み込みでいた模様（下記）。
そんな中、由利の弟子になり損ねたのが芸人・志村けんで、『志村けん論』の著者である鈴木旭が志村について以下のように語っている。「志村が高校生だったある日弟子入りを考えて由利のもとを訪ねたが、当時由利には既に弟子が4人いたため、『これ以上弟子は取れない』と言って断られた。その時志村が『喜劇役者を目指すには大学に行った方がいいですか？』と由利に助言を求めると、『その4年間は時間の無駄だ』と回答されたため大学には進学しなかった」とのこと。志村はその後『ザ・ドリフターズ』に加入し、コメディアンとしてコント番組などで長年に渡って活躍。

### 対人関係
漫画家の赤塚不二夫は由利を敬愛しており、飲み友達として親交も深く、著書『由利ちゃんの誰にもいうんじゃないぞ』には全6章各章の冒頭でそれぞれ2ページにわたる前書きを寄稿している。そして、赤塚は由利の最期を看取っていた。
1965年に高倉健の主演映画『網走番外地』シリーズが始まると、由利は2作目に出演したのを皮切りに計13作品に出演。由利と高倉によるコミカルなアドリブ演技はシリーズの見せ場の一つとなった。また高倉は、“最も信頼を置く俳優”として由利を終生敬愛したというp27
1970年代以降北島三郎や小林幸子と何度も舞台で共演し、1980年頃には千昌夫の公演『喜劇まつり』で欠かせない役者として出演していた。
仕事で組んだことがある佐山俊二と親交があり、由利を慕っていた山本晋也監督は飲み友達として交流があった。また、レオナルド熊を弟分としてかわいがっていた。他にも、いつでも場の空気を和やかにさせる由利の人柄と幅広い芸風から、仕事で共演した多くのお笑い芸人、役者、スタッフなどから慕われた。
似たようなコメディアン・俳優であり芸能界での後輩にあたる植木等は晩年、白髪姿のままテレビや映画に出演していた。由利はこれに対し「白髪のままで出たりするな。髪を黒く染めてこい」と苦言を呈していた。しかし植木は由利に、「自然のまま出るのがなぜいけないのか？」と反発した。植木は元々由利に好意を持っていたが、このように役者観では対立していた部分もあった。

### 私生活
松竹歌劇団に所属していた女性と結婚。由利は結婚前、“俺は森繁久彌と同じ早稲田大学出身”と偽り交際していたという。結婚後2人の男の子の父親となり、由利の長男は後年「父は子煩悩な人で、生前ほとんど叱られたことがありません」と証言している。長男は、「生前父は兵隊として中国へ行った時の話はよくしてくれたが、なぜか東京に出てくる前の故郷の話はほとんど話してもらえなかった」とのこと。由利はその後息子たちには芸能界入りを勧めず、2人とも会社員となったとのこと。なお、杉並区にあった自宅には由利はなぜか玄関ではなく、いつも縁側から出入りしていたという。
普段の由利は“はにかみ屋”で、相手をまともに見て話せない一面もあった。また元弟子の三浦によると、普段はテレビなどで見せるキャラとは違い繊細で金にも細かい性格だったとのこと。長男によると「普段の父は暇な時は昼も夜も近所のラーメン屋で飲んでいる、どこにでもいるような普通のおじさんでした」とも言われている。

## その他エピソード
- ムーランルージュに入団したての頃は、自ら喜劇役者になろうとは考えておらず、二枚目の役者にはなれるのでは、と思っていたが、由利が客にウケるのはいつも東北弁丸出しの三枚目を演じる時だったという。また歌手を志そうという思いもあったが、レッスンを受けていた作曲家に諭されて諦めた[2]。
- 帝国陸軍時代に中国華北地方に赴任していたことから、中国語が得意だった時があった[24]。
- 戦後の喜劇・軽演劇界で活躍したことから浅草出身と誤認されがちだが、本人は「新宿出身だ」と断りを入れていた。もともとムーランルージュ新宿座の舞台でデビューしたことによる。なお、浅草芸人の代表例として由利は深見千三郎の名を挙げている[13]。
- ビートたけしは「由利さんも昔はヒロポンをやっていた」と発言したことがあった[25]。しかし、これは単に「昔は皆こんな感じだった」式に例証したエピソード（事実、ヒロポンは薬局などで普通に販売されており、疲労回復や二日酔い、頭痛、体調不良などの現代の薬と同じ扱いであったため、各家庭で重宝されていた）に過ぎず、また1951年以前の合法ドラッグとして使用が認められていた頃の話でもあったため、特に問題とはされなかった。また由利自身も著書で認めていたようなことがあった[26]。
- 芸能界においてディック・ミネと双璧をなす巨根の持ち主で[27][28]、なおかつパイプカットをするほどの好色家としても知られ[29]、テレビドラマ『ムー』等ではお色気講座もやっていた。ただし女性キャスト陣は逆に「もっと色々と教えてもらいたい」「話をしてほしい」等と好評で、由利が途中で休もうとしても「早くさっきの話を聞かせてよ〜」と促されるほど、その話を面白がられていたという[30]。なお、初体験は旧制中学生の頃に近所の数歳年上の若い女性としたという。
- 元々海外に行くことが嫌いで、従軍した中国を除けばドラマ『ムー一族』のロケでエジプトに行ったのが唯一の海外渡航とされる[1]。
- ファッションに常にこだわり、周りからは“ダンディな芸人”として知られた[1]。

## 出演

### 映画
- 灰神楽の三太郎（1957年、東宝）- 映画初出演作[31]
- 続・サザエさん（1957年、東宝） - 三吉
- サザエさんの青春（1957年、東宝） - 魚屋
- カックン超特急（1959年、新東宝）
- サザエさんの結婚（1959年、東宝） - 御用聞
- サザエさんの脱線奥様（1959年、東宝） - 梶本
- 旗本愚連隊（1960年、松竹）
- がんばれ! 盤嶽（1960年）
- 恐妻党総裁に栄光あれ（1960年、東宝） - 土屋
- サザエさんの赤ちゃん誕生（1960年、東宝） - 雲丹
- 福の神 サザエさん一家（1961年、東宝） - 鯖江
- 権九郎旅日記（1961年、東映） - 夏山
- 猫が変じて虎になる（1962、日活）
- クレージー映画シリーズ（東宝）
  - ニッポン無責任時代（1962年）
  - ニッポン無責任野郎（1962年）
  - 日本一の色男（1963年）
  - 香港クレージー作戦（1963年）
  - 日本一のホラ吹き男（1964年）
  - 無責任遊侠伝（1964年）
  - 大冒険（1965年）
  - クレージー大作戦（1966年）
  - クレージーの大爆発（1969年）
- 忠臣蔵 花の巻・雪の巻（1962年） - のん太
- 学園広場（1963年、日活） - 奥山一平
- 拳銃野郎（1965年、日活)
- 006は浮気の番号（1965年、日活）※主演
- 網走番外地シリーズ （1965 - 1967年、東映）
- 続・おんな番外地（1966年、東映）
- 獄中の顔役（1968年、東映）
- 荒い海 (1969年)
- 温泉あんま芸者（1968年、東映）
- コント55号 世紀の大弱点（1968年、東宝） - 竹村直彦
- コント55号 俺は忍者の孫の孫（1969年、東宝） - 田吾作
- コント55号 宇宙大冒険（1969年、東宝） - ドドメ博士
- 徳川いれずみ師 責め地獄（1969年、東映）
- 明治大正昭和 猟奇女犯罪史（1969年、東映）
- 江戸川乱歩全集 恐怖奇形人間（1969年、東映） - 坊主A 役
- 関東テキヤ一家（1969年、東映）
- 殺し屋人別帳（1970年、東映）
- 女の警察 国際線待合室（1970年、日活）
- 日本最大の顔役（1970年、日活）
- いちどは行きたい女風呂（1970年、日活） - 竜三
- 捨て身のならず者（1970年、東映）
- 関東テキヤ一家 天王寺の決斗（1970年、東映）
- 遊侠列伝（1970年、東映）
- 夜遊びの帝王（1970年、東映）
- 新宿の与太者（1970年、東映）
- やくざ刑事シリーズ（1970年、東映）
  - やくざ刑事 - オカマ芸者
  - やくざ刑事 マリファナ密売組織 - バーのママ
- 狼やくざ 殺しは俺がやる（1971年、東映） - ボーイ
- 博徒外人部隊（1971年、東映） -オッサン
- ごろつき無宿（1971年、東映） - スーパーの社長
- 温泉みみず芸者 (1971年、東映) - 西山
- 女番長ブルース 牝蜂の挑戦（1972年、東映） - 玄海（真願寺の絶倫和尚）
- 銀蝶渡り鳥（1972年、東映） - ユーさん
- ポルノの帝王 失神トルコ風呂（1972年、東映） - 大福屋
- 銀蝶流れ者 牝猫博奕（1972年、東映） - スモーキー中
- 恐怖女子高校 女暴力教室（1972年、東映）
- エロ将軍と二十一人の愛妾（1972年、東映）
- 前科おんな 殺し節（1973年、東映）
- 新宿ラブホテル週末㊙︎天国（1973年、日活） ナレーション
- ザ・ドリフターズの映画シリーズ
  - 大事件だよ全員集合!!（1973年、松竹）
  - 超能力だよ全員集合!!（1974年、松竹）
- 従軍慰安婦（1974年、東映）
- けんか空手 極真拳 （1975年、東映） - ムッシュ小島
- トラック野郎シリーズ（東映）
  - トラック野郎・御意見無用（1975年） 正田[32]、もしくは警官3[33]
  - トラック野郎・爆走一番星（1975年） カメラマン[34][35]
  - トラック野郎・望郷一番星（1976年）店主[36][37]
  - トラック野郎・天下御免（1976年）死体の男[38][39]
  - トラック野郎・度胸一番星（1977年）ネズミとり警官[40]、もしくは金田一[41]
  - トラック野郎・突撃一番星（1978年）農夫[42][43]
  - トラック野郎・熱風5000キロ（1979年） 写真屋[44][45]
  - トラック野郎・故郷特急便（1979年） 坊主[46][47]
- お祭り野郎 魚河岸の兄弟分（1976年、東映）
- こちら葛飾区亀有公園前派出所（1977年、東映） - 道を聞く男
- 多羅尾伴内（1978年、東映）
- トラブルマン 笑うと殺すゾ（1979年、東宝）
- 夢一族 ザ・らいばる（1979年、東映）
- ミスターどん兵衛（1980年、東映）
- ダンプ渡り鳥（1981年、東映）
- コータローまかりとおる!（1984年、東映）
- イタズ 熊（1987年、東映）
- 文学賞殺人事件 大いなる助走（1989年、東映クラシックフィルム）
- 激走トラッカー伝説 （1991年、松竹）
- 水の旅人 侍KIDS （1993年、東宝）
- That's カンニング! 史上最大の作戦? （1996年、東映）
- のど自慢 （1999年、東宝）
- ワンダフルライフ （1999年、テレビマンユニオン）

### テレビドラマ
- 丸出だめ夫 第1話「ボロット君誕生」（1966年、日本テレビ / 東映）- 中古車販売セールスマン・さぎ野
- 快獣ブースカ 第47話「さようならブースカ」（1967年、日本テレビ / 円谷プロ） - カミナリ博士
- 忍者ハットリくん+忍者怪獣ジッポウ 第16話「これぞヤマトダマシイでござる」（1968年、NET / 東映） - 凄井門駄平
- 素浪人 花山大吉（1969年 - 1970年、NET / 東映）
- 柔道一直線 第1話「カッコいいぞ地獄車」（1969年、TBS / 東映）
- プレイガールシリーズ（12ch / 東映）
  - プレイガール
    - 第39話「女一匹けんか仁義」（1969年）
    - 第75話「男殺し裸の牝猫」（1973年） - 山田
    - 第114話「怪談 鬼千匹」（1973年） - 安甲
    - 第164話「温泉風俗巡査」（1972年） - 巡査
    - 第179話「恋は華麗な殺し屋」（1972年） - 雪川
    - 第191話「女の任侠」（1972年） - 源
    - 第215話「港町の風俗巡査 」（1973年） - 嵐山大五郎
    - 第237話「城下町の風俗巡査」（1973年） - 嵐山大五郎
    - 第272話「怪談 悲恋の亡霊屋敷」（1974年） - 中山勘次郎

  - プレイガールQ
    - 第20話「モデル売春殺人事件」（1975年） - 相原 ※特別出演
    - 第41話「放送300回記念・東京エマニエル夫人」（1975年） ※友情出演、ノンクレジット
    - 第42話「温泉脱ぎ脱ぎ作戦」（1975年） - 百合山万介署長
    - 第68話「女は裸で命を守る」（1976年） - 松平平之進
- ザ・ガードマン（TBS / 大映テレビ室）
  - 第271話「怪談・雨の幽霊病院」（1970年）
  - 第293話「逃げろ！妻からの殺人指令」（1970年）
- たんとんとん（1971年、松竹 / 木下恵介プロダクション / TBS） - 竜造
- 一心太助 第21話「東海道だよ四人旅」（1972年、フジテレビ / 国際放映） - 和惣次
- キイハンター（1972年、TBS / 東映）
  - 第213話「ずっこけスパイ ハレンチ大学」
  - 第243話「情無用! 人殺しの神様」
- 非情のライセンス 第1シリーズ 第17話「凶悪の友」（1973年、NET / 東映）
- 時間ですよ（1973年、TBS）
- どっこい大作（1973年 - 1974年、NET / 東映）
- 寺内貫太郎一家（1974年、TBS）
- がんばれ!!ロボコン（1974年 - 1977年、NET / 東映）- 町田巡査
- 花吹雪はしご一家（1975年 - 1976年、TBS）
- ムー（1977年、TBS）
- ムー一族（1978年 - 1979年、TBS）
- ゆうひが丘の総理大臣（1978年 - 1979年、日本テレビ / ユニオン映画）- 上条教諭
- あさひが丘の大統領（1979年 - 1980年、日本テレビ / ユニオン映画）- 太田教諭
- 裸の大将放浪記（1980年 - 1997年、関西テレビ、フジテレビ / 東阪企画）
- 秘密のデカちゃん（1981年、TBS / 大映テレビ） - 八百屋
- 噂の刑事トミーとマツ 第2シリーズ 第20話「絶望! 火葬場行き死の特急便」（1982年、TBS / 大映テレビ）- 荒神会会長
- 鬼平犯科帳 第3シリーズ 第14話「蛙の長助」（1982年、テレビ朝日 / 東宝） - 蛙の長助
- ビートたけしの学問ノススメ（1983年、TBS）- 森鴎外教頭
- みんな大好き!（1983年、日本テレビ）- 岩田刑事
- 銀河テレビ小説（NHK総合）
  - 迷惑かけてありがとう（1984年） - 源五郎
  - まんだら屋の良太（1986年） - 貫吉
- 月曜ドラマランド（フジテレビ / 東映）
  - ゲゲゲの鬼太郎（1985年） - 砂かけ婆
  - 悪魔くん（1986年）- 校長
- 土曜ワイド劇場「結婚プロデューサー 麻美礼子の犯罪カタログ」（1990年、テレビ朝日）- 沼田

### CM
- メン子ちゃんゼリー（アキヤマ）
- カール：カールおじさんの声（明治製菓〈現・明治〉）
- 明治生命（現・明治安田生命）
- 小学一年生（小学館）
- 旭化成冷凍食品・サンバーグ

### レコード
- カックン・ルンバ / 脱線ギター（1959年7月発売） - 作詞：松井由利夫・作曲：近江俊郎・編曲：長瀬貞夫、歌：由利徹・南利明、新東宝「坊ちゃんとワンマン親爺」挿入歌
- ああ夫婦旅 / 花らっきょうの恋（1986年8月発売） - 作詞：松山貫之・作曲：鈴木庸一・編曲：前田俊明

### 人形劇、その他
- チロリン村とくるみの木（1956年 - 1964年、NHK総合） - ヒゲノ・ニンジン ※ニンジンのお巡りさん
- てなもんや三度笠（朝日放送）
- 夜の大作戦 (テレビ東京)
- ぎんざホット寄席 (TBS)
- 11PM（日本テレビ、読売テレビ）
- ドリフ大爆笑（フジテレビ）

ほか出演番組あり

## 書籍
著書
- 由利徹の過激にオモシロ本（ブックマン社、1984年）
- 由利ちゃんの誰にもいうんじゃないぞ（廣済堂出版、1985年）

関連書籍
- 由利徹がゆく（高平哲郎、白水社、1981年、再版1996年）
- それでも由利徹がゆく（高平哲郎、白水社、1996年）